# Новајлија (ТВ серија)
Новајлија (енгл. The Rookie) америчка је телевизијска серија коју је створио Алекси Холи за ABC. Радња прати Џона Нолана (Нејтан Филион), мушкарца у четрдесетим годинама, који постаје најстарији новајлија Полиције Лос Анђелеса.

## Радња
Серија прати Џона Нолана, 45-годишњег недавно разведеног мушкарца из Пенсилваније, који се, девет месеци након што је помогао полицајцима током пљачке банке у свом родном граду Фоксбургу, сели у Лос Анђелес како би наставио нову каријеру као део Полиције Лос Анђелеса. Након што је дипломирао на Полицијској академији као најстарији новајлија, Нолан мора да се снађе у опасној и непредвидивој природи свог посла. Одлучан је да успе у својој новој каријери упркос изазовима.

## Улоге
| Глумац             | Улога         |
| ------------------ | ------------- |
| Нејтан Филион      | Џон Нолан     |
| Алиса Дијаз        | Анџела Лопез  |
| Ричард Т. Џоунс    | Вејд Греј     |
| Тајтус Макин Млађи | Џексон Вест   |
| Мерседес Мејсон    | Зои Андерсен  |
| Мелиса О’Нил       | Луси Чен      |
| Ерик Винтер        | Тим Бредфорд  |
| Афтон Вилијамсон   | Талија Бишоп  |
| Мекија Кокс        | Најла Харпер  |
| Шон Ешмор          | Весли Еверс   |
| Џена Деван         | Бејли Нјун    |
| Тру Валентино      | Арон Торсен   |
| Лизет Чавез        | Селина Хуарез |

## Епизоде
| Сезона | Сезона | Епизоде | Епизоде | Оригинално емитовање | Оригинално емитовање |
| Сезона | Сезона | Епизоде | Епизоде | Премијера            | Финале               |
| ------ | ------ | ------- | ------- | -------------------- | -------------------- |
|        | 1.     | 20      | 20      | 16. октобар 2018.    | 16. април 2019.      |
|        | 2.     | 20      | 20      | 29. септембар 2019.  | 10. мај 2020.        |
|        | 3.     | 14      | 14      | 3. јануар 2021.      | 16. мај 2021.        |
|        | 4.     | 22      | 22      | 26. септембар 2021.  | 15. мај 2022.        |
|        | 5.     | 22      | 22      | 25. септембар 2022.  | 2. мај 2023.         |
|        | 6.     | 10      | 10      | 20. фебруар 2024.    | 21. мај 2024.        |
|        | 7.     | 18      | 18      | 7. јануар 2025.      | 13. мај 2025.        |